# Comté de Sublette
Le comté de Sublette est un comté de l'État du Wyoming dont le siège est Pinedale. Selon le recensement de 2010, sa population est de 10 247 habitants.